# Lake Rosalind
Lake Rosalind är en sjö i Kanada.   Den ligger i countyt Bruce County och provinsen Ontario, i den sydöstra delen av landet, 400 km väster om huvudstaden Ottawa. Lake Rosalind ligger 272 meter över havet. Arean är 38 kvadratkilometer. Den sträcker sig 1,2 kilometer i nord-sydlig riktning, och 0,7 kilometer i öst-västlig riktning.
Omgivningarna runt Lake Rosalind är en mosaik av jordbruksmark och naturlig växtlighet. Runt Lake Rosalind är det glesbefolkat, med 15 invånare per kvadratkilometer.